# Yor Anei
Yor Anei (Overland Park, 7 december 1999) is een Amerikaans basketballer.

## Carrière
Anei speelde eerst collegebasketbal voor de Oklahoma State Cowboys van 2018 tot 2020. Hij speelde hierna een seizoen voor de SMU Mustangs waarna hij nog twee seizoenen speelde voor de DePaul Blue Demons. In de NBA draft van 2023 werd hij niet gekozen. Hij probeerde dan bij de Wisconsin Herd en kreeg een contract maar dat werd begin november 2023 ontbonden. Hij tekende in december 2023 bij de Motor City Cruise maar een paar dagen later mocht hij alweer vertrekken.
In februari 2024 speelde hij tien dagen voor de Raptors 905 waarna hij tekende bij de Westchester Knicks. Ook bij de Knicks mocht hij snel weer vertrekken. In maart 2024 tekende hij bij de Wisconsin Herd. In eind september 2024 tekende hij bij de Belgische eersteklasser Kortrijk Spurs. In november 2024 verliet hij de club alweer. Hij keerde hierna terug naar de NBA G League en tekende opnieuw bij de Wisconsin Herd. Eind december werd zijn contract ontbonden door de Herd.
Hij tekende in februari 2025 bij de Indiana Mad Ants ook uit de NBA G League als vervanger van Jahlil Okafor.

## Privéleven
Anei is van Zuid-Soedanese afkomst.